# Bundesstraße 110
Pour les articles homonymes, voir B110 et Route 110.
La Bundesstraße 110 (abrégé en B 110) est une Bundesstraße reliant Garz à Rostock.

## Localités traversées
- Zirchow
- Usedom
- Anklam
- Jarmen
- Demmin
- Dargun
- Gnoien
- Tessin
- Sanitz
- Rostock